# یوسف ایمانی
یوسف ایمانی (متولد ۱۱ اسفند ۱۳۷۰) رکورددار سریع‌ ترین مشت زنی جهان با ۴۰۳ ضربه در دقیقه. او در ۲۲ آذر ۱۴۰۱ توسط رکوردهای جهانی گینس به رسمیت شناخته شد

## بیوگرافی یوسف ایمانی
یوسف ایمانی, بوکسور و رکورد دار مشت زن سرعتی در جهان متولد ۱۱ اسفند ۱۳۷۰ ‏در خرم آباد لرستان می باشد. او اولین لرستانی است که نامش در کتاب گینس ثبت شده است. او سریعترین مشت زن جهان طبق آمار رکورد های گینس و بوکسور ایرانی است و دارنده عنوان سریعترین مشت‌زن جهان با رکورد ۴۰۳ مشت (چپ و راست) در یک دقیقه می‌باشد.
یوسف ایمانی, بوکسور لرستانی در ۴ آبان ۱۴۰۰ عنوان رکورد سریع ترین مشت زن جهان را به دست آورد و رکورد مشت زنی سرعتی خود را نیز که قبلا در برج میلاد زده بود را ارتقا بخشید.